# Anna Possart-Deinet
Anna Possart-Deinet, també Anna Deinet, Anna von Possart i Anna Deinet-Possart (Frankfurt am Main, 22 de febrer de 1843 - Múnic, 18 d'agost de 1919), fou una soprano d'òpera alemanya que va tenir una carrera activa durant l'última meitat del segle xix.
Va tenir una llarga carrera a l'Òpera Estatal de Baviera, on particularment es va destacar en papers de soprano de coloratura. És sobretot recordada per crear per a Richard Wagner els papers de Brangäne en l'estrena de Tristany i Isolda (1865) i de Helmwige Die Walküre (1869).